# Utrechtse Rugby Club
De Utrechtse Rugby Club is opgericht in 1967 als zeventiende rugbyvereniging van Nederland, van de nu ongeveer 100 rugbyverenigingen. De club begon op de sportvelden aan de Manitobadreef in Overvecht. Na 1978 speelde URC op Sportpark Strijland aan de Strijlandweg. Op 3 september 2011 werd de accommodatie op Sportpark Rijnvliet in gebruik genomen.
In seizoen 2024/25 speelt het eerste herenteam van URC in de Eerste Klasse, de tweede divisie in het Nederlandse rugby. Ook de dames spelen op het hoogste niveau.
URC heeft vier herenteams, twee damesteams en jeugdteams in alle leeftijdscategorieën.